# Cymmer (Rhondda Cynon Taf)
Pour les articles homonymes, voir Cymmer.
Cymmer (en anglais) ou Y Cymer (en gallois) est un village et une communauté du borough de comté de Rhondda Cynon Taf, au pays de Galles.

## Géographie
Cymmer est situé sur la rive droite de la Rhondda, juste au sud de la ville de Porth.
La communauté de Cymmer comprend aussi les villages de Britannia, Glynfach (en) et Trebanog (en).

## Démographie
Au recensement de 2011, la communauté de Cymmer comptait 4 807 habitants.